# Direction par objectifs
Pour les articles homonymes, voir DPO.
La direction par objectifs (DPO, management by objectives dans les pays anglo-saxons), consiste pour la direction d'une organisation ou entreprise, à fixer aux diverses unités composant ladite organisation, de manière unilatérale ou négociée, des objectifs quantitatifs et/ou qualitatifs, à atteindre au terme d'une période déterminée (par exemple : pour la fin de l'année). L'idée principale sous-jacente est qu'il est plus facile de parvenir à motiver les salariés lorsque l'on évoque avec eux la notion d'objectif à atteindre plutôt que de leur assigner de manière directive des tâches d'exécution.
La mesure de ces performances suppose l'utilisation d'un système d'information de gestion (de nature comptable et/ou statistique), propre à produire analyse de synthèse et détaillée du degré d'avancement vers l'objectif et, en fin de période, du degré d'obtention de l'objectif visé. Par ailleurs la comparaison avec les entreprises comparables les plus performantes (benchmarking ou, en français, étalonnage) est une source d'informations très intéressante et très utile pour la fixation comme pour la réalisation des objectifs.

## Historique
La DPO a été proposée par un consultant américain, Peter Drucker, en 1954, dans son ouvrage The Practice of Management, dans la continuité de la vision ouverte par Douglas McGregor (Théorie X et théorie Y), Elle pointe le fait qu'il vaut mieux permettre à chacun d’élargir ses vues au lieu d'enfermer les salariés dans un comportement où l'on « fait le minimum pour se tirer d’affaire ». Une ambition derrière laquelle se pose la question de savoir comment établir un lien entre la vie de l’entreprise et la performance effective de chacun de ses membres, de tous niveaux hiérarchiques.

## Évolution
Dans les années 1970, le concept évolue : en France, sous l'influence d'auteurs-consultants comme Octave Gélinier, directeur général du cabinet CEGOS qui publie en 1968 l'ouvrage considéré[Par qui ?] comme la référence, « la direction participative par objectifs », on[Qui ?] parle désormais plus volontiers de « DPPO » (direction participative par objectifs). Si la notion d’objectif demeure, l'organisation et leurs dirigeants sont invités à « le fixer de manière à la fois intelligente et collective », car le risque est grand d'établir de manière unilatérale, des objectifs irréalistes et/ou non motivants. Compte tenu du caractère sensible et des implications sur la motivation des salariés, les dirigeants des organisations ouvrent la porte à un certain degré de négociation et concertation : la négociation et concertation porte à la fois sur la nature et le niveau des objectifs à atteindre, mais aussi et surtout sur les méthodes pour y parvenir. Dans la pratique, la DPPO implique que l'organisation soit structurée en départements autonomes, où chaque département gère son projet de façon indépendante. On constate le plus souvent que la DPPO concerne la réalisation d'objectifs à court terme (de nature tactique ou opérationnelle).

## Critique

### Par Myron Tribus
Selon Myron Tribus, ancien directeur au Massachusetts Institute of Technology (MIT) et promoteur des méthodes japonaises de management inspirées par la philosophie de W. Edwards Deming, « l'utilisation de la DPO revient à conduire une voiture en regardant dans le rétroviseur ». À trop vouloir se focaliser sur la notion d'objectif, les organisations semblent avoir sur-investi sur ce thème et ont contribué à transformer ce qui devait être un point d'appui attendu en une cristallisation des critiques et des récriminations. Ce qui n'est pas étonnant dans la mesure où :
- la performance d'un salarié et a fortiori celle d'un groupe de salariés ne peut pas être résumée facilement par les seuls indicateurs chiffrés
- les objectifs d'une entreprise ne sont pas l'addition des objectifs individuels
- le résultat est souvent moins important que la façon de l'obtenir.

### Dans la presse
En 1992, dans le journal communiste français L'Humanité, parait un article critique sur la DPO : « Rompant avec la tradition tayloriste, le grand patronat impulsait, courant des années soixante-dix, une série de réflexions sur de nouveaux modes d'organisation du travail. Tous avaient pour trait commun le fait que l'on cherchait moins à ligoter le salarié par un ensemble de contraintes et minutages venus de la hiérarchie, mais à récupérer et dévier sa faculté d'initiatives pour faire de celle-ci un relais de l'exploitation capitaliste. C'était l'époque où l'on parlait, par exemple, de DPO («direction participative par objectif»). Depuis, les sigles ont changé, mais cette volonté d'amener le travailleur à un comportement d'auto-exploitation persiste. Elle n'a même cessé de se systématiser au cours de ces années d'enfoncée dans la crise. »